# Sundberg, Helsingfors
Sundberg (finska: Salmenkallio) är en stadsdel i Helsingfors. Sundberg är en del av Östersundom distrikt och Östersundoms stordistrikt.